# Saint-Martin-de-Fenollar
Saint-Martin-de-Fenollar  est une ancienne commune et un hameau situé à Maureillas-las-Illas, dans le département français des Pyrénées-Orientales et la région Languedoc-Roussillon.

## Géographie

### Localisation
L'ancienne commune de Saint-Martin-de-Fenollar est située au nord de Maureillas, au sud-est de Saint-Jean-Pla-de-Corts et au sud-ouest du Boulou.

### Communes limitrophes
| Saint-Jean-Pla-de-Corts |                          | Le Boulou |
|                         | Saint-Martin-de-Fenollar |           |
|                         | Maureillas               |           |

## Toponymie
Pour un article plus général, voir Toponymie des Pyrénées-Orientales.
Formes du nom
Saint-Martin-de-Fenollar apparaît dès 844 avec la mention de l'église (eccl. S. Martini ad ipsas Fellonicas). On a en 869 la mention super fluvium Fullonicas cella S. Martini cum ipso fontenile, puis en 1011 Villam Fullonicam cum ecclesia S. Martini. On a ensuite de 1351 à 1368 les formes de S. Martinus de Fonolegiis et Fonoleges puis Fonolars en 1376, Fonolariis en 1378, Fonollar en 1388 et Fonollegues en 1419. Fonollar semble s'imposer au XVe siècle, bien que l'on ait encore Funeilla et Fenouilla à la fin du XVIIIe siècle.
Le lieu-dit est également surnommé La Mahut, parfois francisé au XIXe siècle en La Maoût ou en Magout sur le cadastre.
Le nom actuel en catalan est Sant Martí de Fonollar ou de Fenollar.
Étymologie
La forme Fullonicas qui apparaît dès le IXe siècle puis se rencontre régulièrement jusqu'au XIVe siècle semble dériver du latin fullo et désigne un moulin à foulon, du fait de la présence de moulins drapiers sur la rivière. Ce terme latin étant progressivement tombé dans l'oubli, on l'a sans doute confondu au XIVe siècle avec le terme catalan de l'époque pour désigner le fenouil, fenoll ou fonoll, et fullonegues se transforme alors en fonollegues. Enfin, une deuxième confusion vient déformer le nom à la même époque avec l'ajout d'un suffixe collectif, -aris, le nom désignant alors un lieu rempli de fenouil. On arrive ensuite logiquement à la forme Fonollar.
La Mahut semble provenir de Mahaut, forme populaire du prénom Mathilde. L'historien Pierre Ponsich émet l'hypothèse que ce prénom est justement celui de  Mahaut, vicomtesse de Castelnou, dont le prénom est écrit Maout en 1157. Non seulement Saint-Martin-de-Fenollar était une de ses possessions, mais elle pourrait aussi avoir été l'instigatrice des fresques que l'on trouve dans la chapelle.

## Histoire
Rattachée à la paroisse de Maureillas, Saint-Martin-de-Fenollar possédait néanmoins sa propre chapelle.
Saint-Martin-de-Fenollar devient commune en 1790.
Maureillas absorbe la commune de Saint-Martin-de-Fenollar par décision préfectorale du 14 décembre 1822, confirmée par l'ordonnance royale du 2 avril 1823 et effective le 7 avril 1823. La raison en est la faible population de Saint-Martin-de-Fenollar, constituée de 46 habitants à l'époque, en habitat éparse, aux faibles revenus et n'assurant pas la gestion des affaires courantes pour cause d'illetrisme de la totalité de la population.

## Politique et administration
La commune de Saint-Martin-de-Fenollar est intégrée dans le canton de Céret dès sa création en 1790 et demeure au sein du même canton lorsqu'elle est rattachée à la commune de Maureillas en 1822.

## Démographie
La population est exprimée en nombre de feux (f) ou d'habitants (H).
| 1365 | 1378 | 1755 | 1767 | 1789 | 1794 | 1796 | 1800 | 1804 |
| ---- | ---- | ---- | ---- | ---- | ---- | ---- | ---- | ---- |
| 8 f  | 8 f  | 17 f | 60 H | 5 f  | 5 H  | 31 H | 34 H | 50 H |

| 1806 | 1820 | - | - | - | - | - | - | - |
| ---- | ---- | - | - | - | - | - | - | - |
| 48 H | 46 H | - | - | - | - | - | - | - |

À partir de 1826, la population est comptée avec celle de Maureillas.

## Monuments
- Chapelle Saint-Martin de Fenollar ( Classé MH (1908))